# Johann David Gentzsch
Johann David Gentzsch († 1739) war Hofgärtner auf Belvedere bei Weimar.
Gentzsch wurde bereits Am 1. Januar 1730 auf Belvedere Hofgärtner, konnte sein Amt jedoch nur noch neun Jahre ausüben, da er 1739 bereits verstarb. Dennoch ist es wohl ihm zu verdanken, dass er durch herzoglichen Befehl nach den Plänen der Baumeister Johann Adolph Richter und Gottfried Heinrich Krohne «die ihm anvertrauten Gärten nach den vorgegebenen Rissen accurat anlegen und in brauchbaren Stand [zu] setzen» habe. Gentzsch war als einer der ersten Hofgärtner insbesondere für die fachmännische Pflege der Zitruspflanzen, ja überhaupt für den ständig wachsenden äußerst wertvollen Pflanzenbestand zuständig. Unter ihm und seinem Bruder wurde begonnen, nach und nach die Orangerie zu einem botanischen Garten umzugestalten. Zu seiner Zeit standen dem Hofgärtner in Belvedere ein Gärtnergeselle u. ein Lehrjunge, seit dem 1. Mai 1733 zusätzlich ein zweiter Geselle und ein zweiter Lehrjunge und seit 1734 noch ein Geselle zur Seite.
Sein Bruder Johann Ernst Gentzsch folgte ihm 1739 in das Amt des Hofgärtners auf Belvedere. 